# 1624
1624 (MDCXXIV) var ett skottår som började en måndag i den gregorianska kalendern och ett skottår som började en torsdag i den julianska kalendern.

## Händelser

### April
- 15 april – Sala stad får stadsprivilegium.[1]

### Maj
- Maj – Salvador i Brasilien, plundras av nederländarna.

### Juni
- 1 juni – Stilleståndet mellan Sverige och Polen går ut men förlängs till 1 mars 1625.

### Augusti
- 31 augusti – Gustavianska arvegodsen (300 hemman) doneras av Gustav II Adolf till Uppsala universitet. Härigenom tryggas universitetets ekonomi.

### September
- 21 september – Södertäljes borgmästare Z. Anthelius och två andra svenskar avrättas på grund av sin katolska tro.

### December
- 21 december – Sverige utfärdar privilegier för Söderkompaniet eller Nya Sverigekompaniet, lett av nederländaren Willem Usselinx. Hälften av andelarna ägs av holländska köpmän.

### Okänt datum
- Gustav II Adolf får erbjudande om att ingå i en antihabsburgsk, evangelisk allians, men ställer så höga motkrav (bland annat att få bli militär ledare), att Sverige hamnar utanför.
- Man börjar i Sverige slå värdemynt av kopparen från Falun. (Detta innebär, att mynten värderas efter vad som står på dem, inte efter hur mycket metallen i dem egentligen är värd.)

## Födda
- 1 januari – Olov Svebilius, svensk ärkebiskop 1681–1700.
- 7 januari – Guarino Guarini, italiensk arkitekt.
- 13 februari – Erik Axelsson Oxenstierna, svensk greve, rikskansler 1654–1656.
- 24 februari – Wilhelm Böös Drakenhielm, svensk generaltullmästare.
- 8 augusti – Sten Nilsson Bielke, svensk amiral och riksråd, riksskattmästare 1672–1684.
- 11 september – Jordan Edenius, svensk professor.
- 10 oktober – Gustaf Kurck, svenskt riksråd.
- 6 november – Maria Dauerer, svensk apotekare.

## Avlidna
- 21 februari – Dirck van Baburen, nederländsk barockmålare.
- 13 september – Ketevan av Muchrani, regerande drottning av Kachetien.
- 21 september – Kristina, svensk prinsessa, dotter till Gustav II Adolf och Maria Eleonora av Brandenburg (död som spädbarn, 11 månader gammal).
- 26 december – Simon Marius, tysk astronom.

### Fotnoter
1. ↑  Populär historia 1995 - På besök i silvergruvan (läst 3 april 2011) Arkiverad 14 juli 2011 hämtat från the Wayback Machine.